# Fauno
Fauno ([ˈfawnu], em latim: Faunus; romaniz.: favorável, também Fatuus, "destino" ou "profeta") é um nome exclusivo da religião de Roma Antiga (politeísta), originalmente, define um rei da região de Lácio que foi transmutado em deus, que posteriormente sofreu diversas modificações, devido sincretismo com seres da religião grega ou mesmo da própria romana, causando grande confusão entre mitos variados, ora tão mesclados ao mito original que muitos não lhes distinguem diferenças (como, por exemplo, entre as criaturas chamadas de faunos – em Roma – e os sátiros, gregos).
Inicialmente, o nome era usado para denominar três figuras distintas: Fauno, rei mítico do Lácio, deificado pelos romanos - muitas vezes confundido com Pã, com Silvano e, com Lupércio (como deus, era imortal); Faunos (no plural, embora possa ser usado no singular, quando individuado o ser) – criaturas que, tal como os sátiros gregos, possuíam um corpo meio humano, meio bode, e que seriam descendentes do rei Fauno (semideuses e, portanto, mortais); ou ainda, Fauno, um marinheiro que, tendo se apaixonado por Safo, obteve de Afrodite beleza e sedução a fim de que pudesse conquistar a poetisa.

## Um rei, um deus

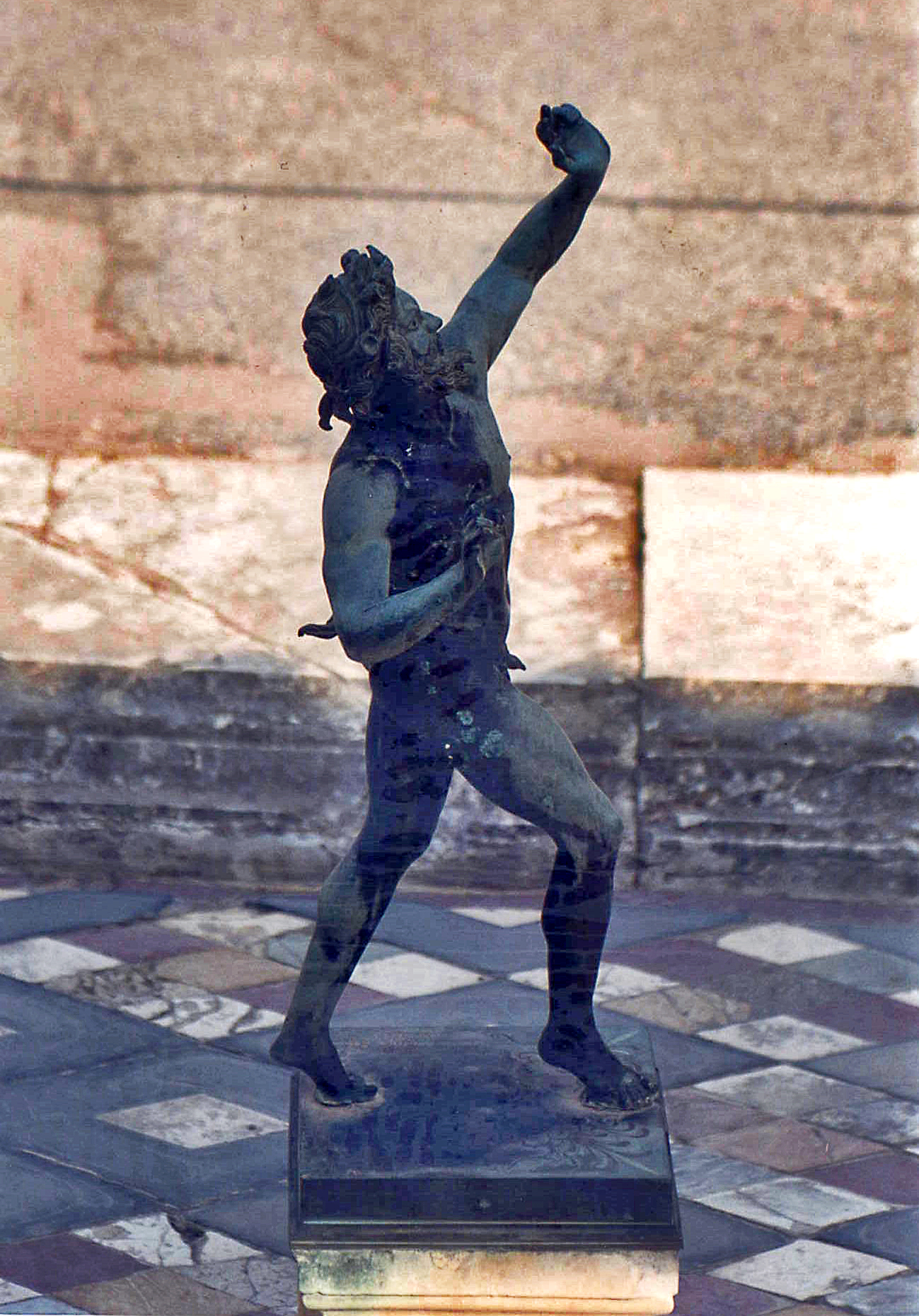
Fauno. Nesta estátua não se vê a forma caprípede do deus.
Casa do Fauno, em Pompeia

A primitiva imagem de Fauno na mitologia romana diz respeito ao terceiro rei da Itália (Lácio), e que segundo Virgílio, na Eneida, teria recebido o troiano Evandro, quando este se instalou no monte Palatino; Fauno seria filho de Pico, que era por sua vez filho de Saturno. Trazia, assim, a condição divina por seu antepassado avoengo. Já Hacquard diz que Fauno seria filho de Júpiter com Circe, ao passo que Murray aponta versões de que seria filho de Marte.
Segundo Murray, teria sido um rei que, em virtude dos bens feitos ao seu povo, civilizando-os e introduzindo no país a agricultura, foi alçado à divindade após sua morte, sendo adorado como representante das matas e dos campos, sob o nome de Fátuo (em latim: Fatuus; lit. "Destino, Fatalidade"). Já Hacquard  reputa a deificação do rei por este haver criado as leis e inventado a flauta. Para este autor, Luperco era seu outro nome, sendo um deus agrícola que garantia a fertilidade do gado e sua proteção, especialmente contra os lobos, e que tinha prazer em ficar junto às fontes e passear pelos montes e florestas.

### Descendência
Fauno seria o pai de Latino, que o sucedera no trono itálico e que, já velho e sem sucessor homem, foi advertido num sonho por Fauno de que a neta Lavínia deveria casar-se com um estrangeiro – e não com um dos muitos pretendentes vizinhos que a cortejavam. O estrangeiro, então, seria o herói Eneias. Hacquard confirma esta versão, mas questiona se Latino não seria, talvez, filho de Hércules, em vez de Fauno. Da união de Eneias e Lavínia, profetizara Fauno no sonho, adviria uma raça que iria dominar o mundo: os romanos. Essa versão é confirmada por Nênio, que narra a ida de Eneias para o Lácio, onde derrota Turno, um dos pretendentes de Lavínia.
Algumas versões do mito apresentam Fauna como filha do rei, e que este a teria embriagado e, assumindo a forma de uma serpente, a violentara.

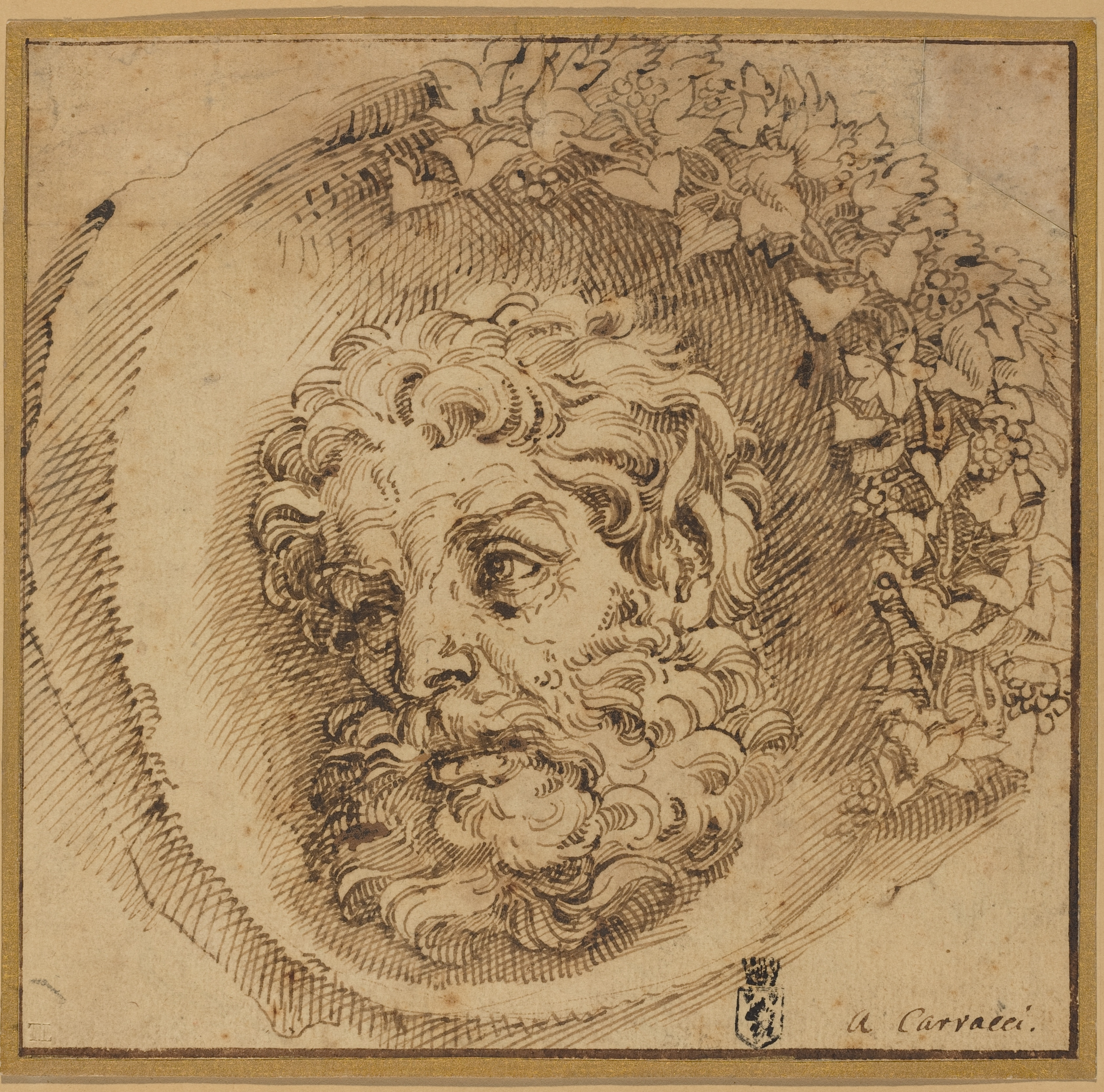
Fauno,por Caracci, na Galeria Nacional de Arte

No mito de Ácis e Galateia, esta declara que ele seria filho de Fauno com uma náiade.

### Representação
A representação de Fauno, nas pinturas e esculturas antigas, é feita retratando-o como um homem de barbas, uma coroa de folhas sobre a cabeça e vestindo somente uma pele de cabras, segurando a cornucópia.Ovídio nos diz que tinha chifres na cabeça, e sua coroa era feita de pinus.
Já para os faunos, Dillaway diz que “Os romanos os chamavam Fauni e Ficarii. A denominação Ficarii não deriva do latim ficus que significa figo, como alguns imaginaram, mas de ficus, fici, uma espécie de tumor ou excrescência que cresce nas pálpebras e outras partes do corpo, que os faunos eram representados como possuidores.”

## Tendências sincronatórias

### Fauno e Fauna

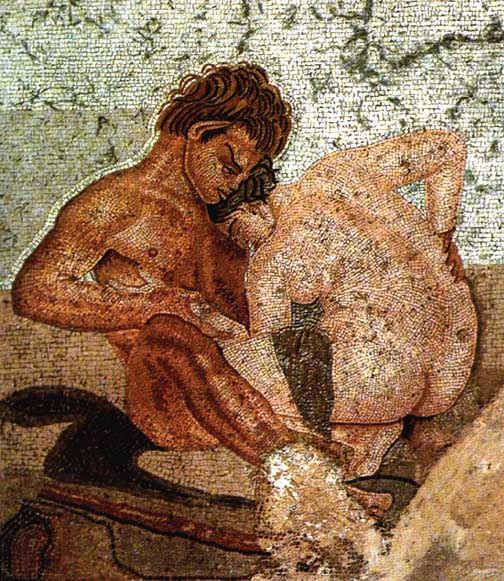
Mosaico que parece ilustrar a cena do estupro de Fauna. A imagem, entretanto, refere-se a uma “ninfa” – algo improvável, face a ausência de caracteres satíricos na representação de Fauno. Da Casa do Fauno, em Pompeia, atualmente no Museu Arqueológico Nacional de Nápoles

Fauna, além da variante que a toma por filha de Fauno, teria sido noutras versões sua esposa, de cuja união advieram os faunos, e segundo algumas fontes esta teria se embriagado com vinho e, então, surrada pelo esposo até a morte, apesar de seus hábitos comedidos; seria, também, uma irmã de Fauno.
Fauna, por sua vez, era também associada, pelos romanos, à Boa Deusa. Assim como Fauno, ela também possuía dons oraculares, embora no seu caso voltado apenas às mulheres.

### Fauno e Pã
Sendo uma antiga divindade da Itália, nos tempos romanos Fauno adquiriu características que o tornaram similar ao deus Pã, grego. Entretanto, os romanos não fizeram a assimilação direta de Pã a Fauno: ora suas características estão unidas, ora está relacionado ao deus Silvano.
Segundo Menard, os mitos gregos, ao se espalharem pela Itália fizeram com que se confundissem as relações entre Pã e Fauno, embora suas lendas fossem distintas.

### Fauno e Silvano
Para Bulfinch, Silvano e Fauno eram deuses romanos tão similares a Pã, que os considera a mesma personagem com nomes distintos. A diferença, tênue, quando existente, é indicada por Dillaway, dizendo que “os faunos eram uma espécie de semi-deuses, que quando habitando as florestas eram também chamados Silvanos.”

### Fauno e/ou Lupércio
Fauno, como protetor do gado, recebe o nome de Luperco (ou Lupércio: "aquele que repele os lobos) Estes nomes teriam sido aqueles com os quais Pã fora identificado, em Roma Já a associação dos nomes - Faunus Lupercus - parece comum.

## Culto
Segundo Bailey, os mitos como o de Fauno, associados aos seres do campo ou silvestres apresentam um caráter menos digno do que o devotado aos deuses Lares. A Fauno, bem como ao seu companheiro Ínuo (um dos di indigetes), associavam os romanos um caráter de selvageria e travessura, a refletir uma convicção animista da maldade e hostilidade como algo natural nestes espíritos.
O culto a Fauno dava-se em santuários, dos quais o principal era o Lupercal, localizado no monte Palatino, na gruta de Rômulo e Remo.  Seus sacerdotes eram chamados Lupercos que usavam chicotes feitos com couro de cabra. Sua finalidade era atender aqueles que buscavam a fertilidade. Menard acentua que essa característica de fecundidade nos rebanhos era caráter comum a todos os primitivos deuses itálicos, donde receber Fauno as honras dos pastores.
Fauno era cultuado especialmente por seus dons oraculares. Suas previsões se davam nas matas e eram comunicadas aos que as desejavam por meio de sonhos. Para isto, era necessário o consulente dormir nos lugares sagrados ao deus, sobre peles de animais adrede sacrificados a ele.

### A caverna de Fauno

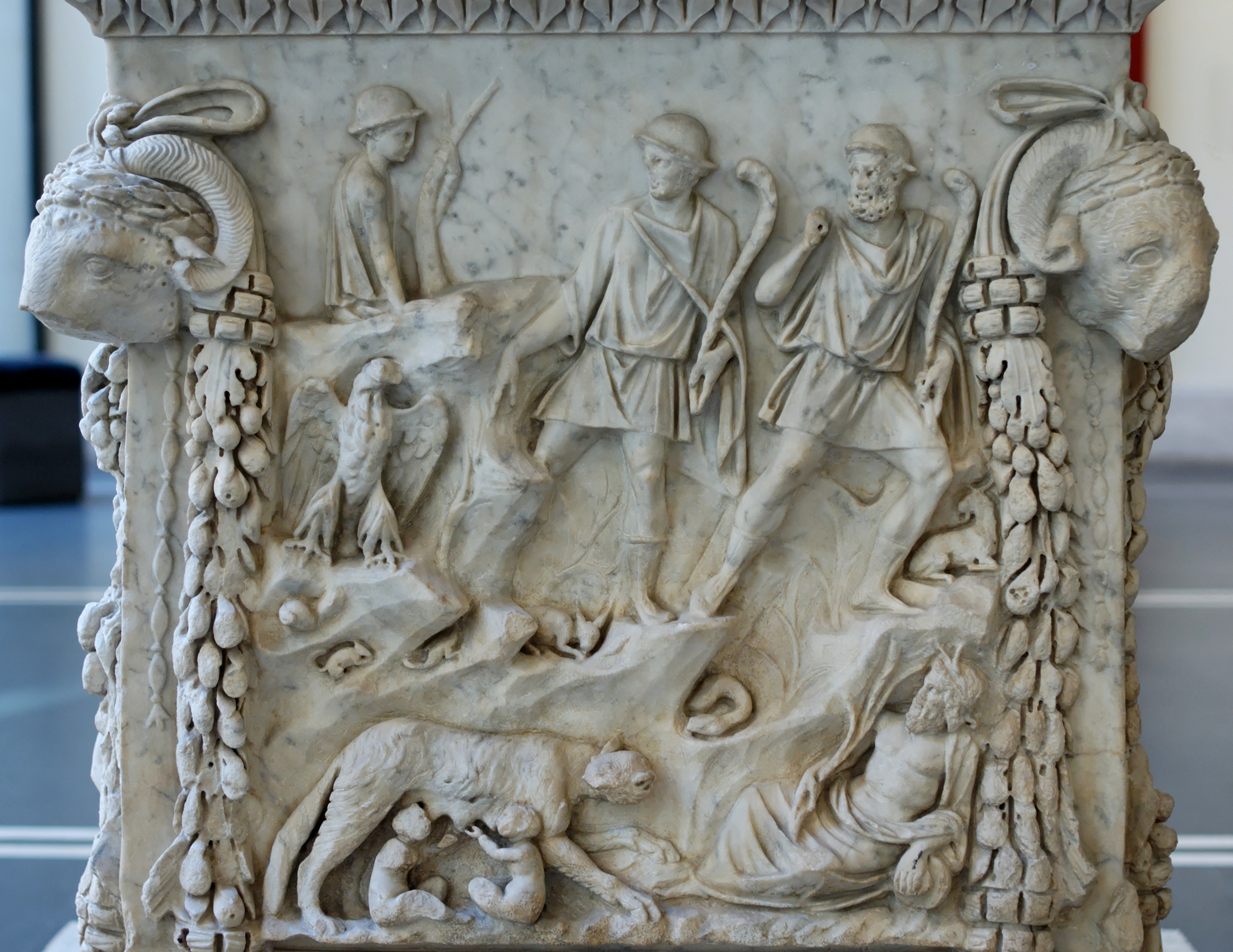
Altar com a representação do Lupercal, no mito de Rômulo e Remo.
Museu do Louvre

A gruta mitológica em que a Loba de Marte teria alimentado os gêmeos Rômulo e Remo, chamada de Lupercal, teria o mesmo nome que o lugar de adoração a Fauno (em sua variante devocional de Faunus Lupercus); para Hacquard, por exemplo, tratava-se apenas de uma coincidência de nomes..
Em 2007, entretanto, o Ministro da Cultura italiano, Francesco Rutelli, anunciou a localização, em Roma, deste santuário. Possui adornos em suas paredes, teto em abóbada e suas dimensões são de 6,5 metros de altura e 7 metros de diâmetro. A caverna, agora lugar real e não fantástico, foi datada como sendo da Idade do Bronze.

### Profecias
Na caverna, segundo a história, os romanos obtinham as profecias de Fauno. Gibbon narra a ascensão de Carus ao domínio de Roma, sem a aprovação do Senado. Uma écloga, então composta, lisonjeava o novo imperador: dois pastores, evitando a canícula do meio-dia, descansam na caverna de Fauno. Sob uma faia frondosa, descobrem recentes escritos; a divindade rural descrevia, em versos proféticos, a felicidade do império sob o reinado de tão grande príncipe. Fauno saudava a chegada daquele herói que, recebendo nos ombros o peso do mundo romano, vai extinguir as guerras e as facções, e mais uma vez irá restaurar a inocência e segurança da idade de ouro.
Hacquard lembra, ainda, o episódio onde Numa Pompílio – um dos reis míticos de Roma – teve de acorrentar sua efígie a fim de obter seus préstimos oraculares.

## Lupercais e Faunália
As festas dedicadas a Fauno (Lupércio) ocorriam a 15 de fevereiro, que teria sido a data da fundação do seu templo, o Lupercal. Essa festa era essencialmente rural, uma vez que Fauno Lupércio tinha a precípua função de proteger os rebanhos (‘’Lupercius’’ seria, assim, “que repele os lobos”) Eram uma forma de purificação, com fito de obter grande produtividade na agricultura e na criação. Teria sido iniciada por Evandro e persistiu até o século V quando a Igreja a incorporou, transformando-a, segundo Georges Hacquard, na festa da Purificação da Virgem.
Bailey ressalta que a notoriedade dessa festa chegou até a atualidade graças ao uso político que dela fez Marco Antônio, em 44 a.C..
Em 5 de dezembro outro festival se realizava, a Faunália, similar às Lupercais. Neles os sacerdotes de Fauno, chamados Lupercos, andavam pelas ruas, ministrando chibatadas nas pessoas com açoites feitos com pele de cabra.

## Os faunos
Divindades do campo teriam vida bastante longa, embora não fossem imortais; similares aos silvanos de Roma e aos sátiros gregos.
Também se diferem pouco dos pãs e dos egipãs, sendo pequenas divindades que desempenhariam papel análogo ao dos heróis míticos, que são intermediários entre os deuses e os homens, segundo Menard, sendo, portanto, intermediários entre os animais, de vida puramente instintiva – neste caso o bode – e as divindades. Segundo este autor, sua criação deve-se apenas à escultura, pois nada há nos filósofos referentes a eles.
Dillaway assim define os faunos, bem como aos pãs (sátiros): “Eles eram os filhos de Fauno e Fauna, ou Fátua, rei e rainha dos latinos, e embora considerados semideuses, era provável que morriam depois de uma vida longa. Realmente, Arnóbio mostrou que o pai deles, ou chefe, viveu apenas cento e vinte anos. Os faunos eram deidades romanas, desconhecidos para os gregos. O Fauno romano era o mesmo que o Pã grego; e, como nos poetas, nós achamos menções freqüentes de faunos, Pãs, ou Panes, no número plural, mais provável que os faunos fossem os mesmos pãs, e todos descendem de um só progenitor.”

### Natureza animal dos faunos
Menard traz uma importante citação, em seus estudos sobre as obras de arte que retratam faunos e sátiros, que reporta à natureza distinta de sátiros e faunos, apesar de ele próprio confundir a ambos nas descrições que faz, tratando-os por sinônimos. Reproduz a seguinte passagem do crítico Clarac, que diz:
"(..) Chamei Fauno a essa estátua, com os escritores que me precederam, mas o seu verdadeiro nome deve ser Sátiro. Não se pode duvidar de que Fauno seja apenas uma divindade da mitologia romana, e o belo mármore é indubitavelmente ou uma estátua grega, ou cópia de uma estátua grega. É sabido que os sátiros, na antiga mitologia, tinham formas humanas com exceção das orelhas e da cauda de cavalo. Os faunos se lhe assemelhavam, mas, depois de Zêuxis, passaram a ter cauda de bode."

## Influência e representações artísticas

### Belas-artes
A fusão da imagem de faunos com sátiros tem produzido, nos últimos séculos, a representação destes seres nos cenários retratados pelos artistas.
Desde a Antiguidade até os tempos hodiernos, são variadas as representações de Fauno ou dos faunos por diversos artistas. A seguir, uma pequena galeria com algumas das suas mais expressivas representações:

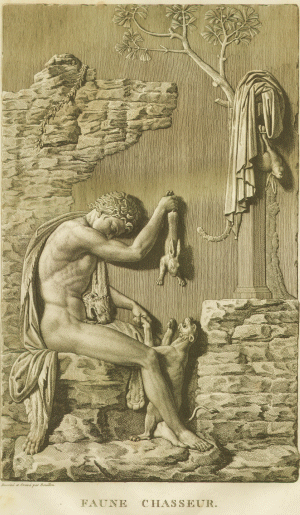
Fauno tocando flauta, relevo no Museu do Louvre
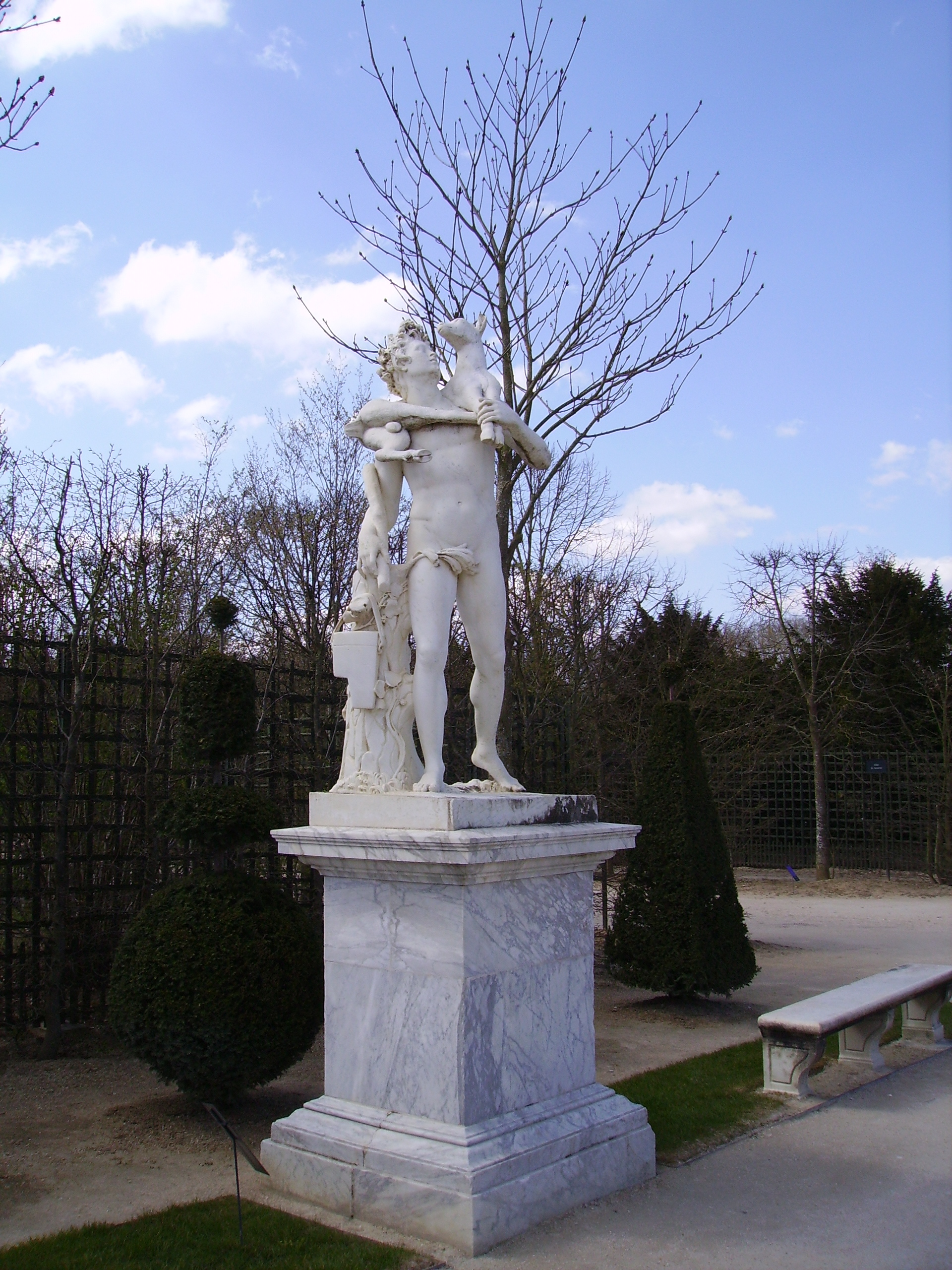
Fauno caçador, nos jardins do Palácio de Versalhes
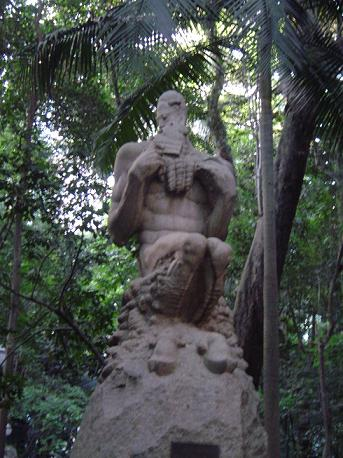
Escultura de Victor Brecheret, em São Paulo
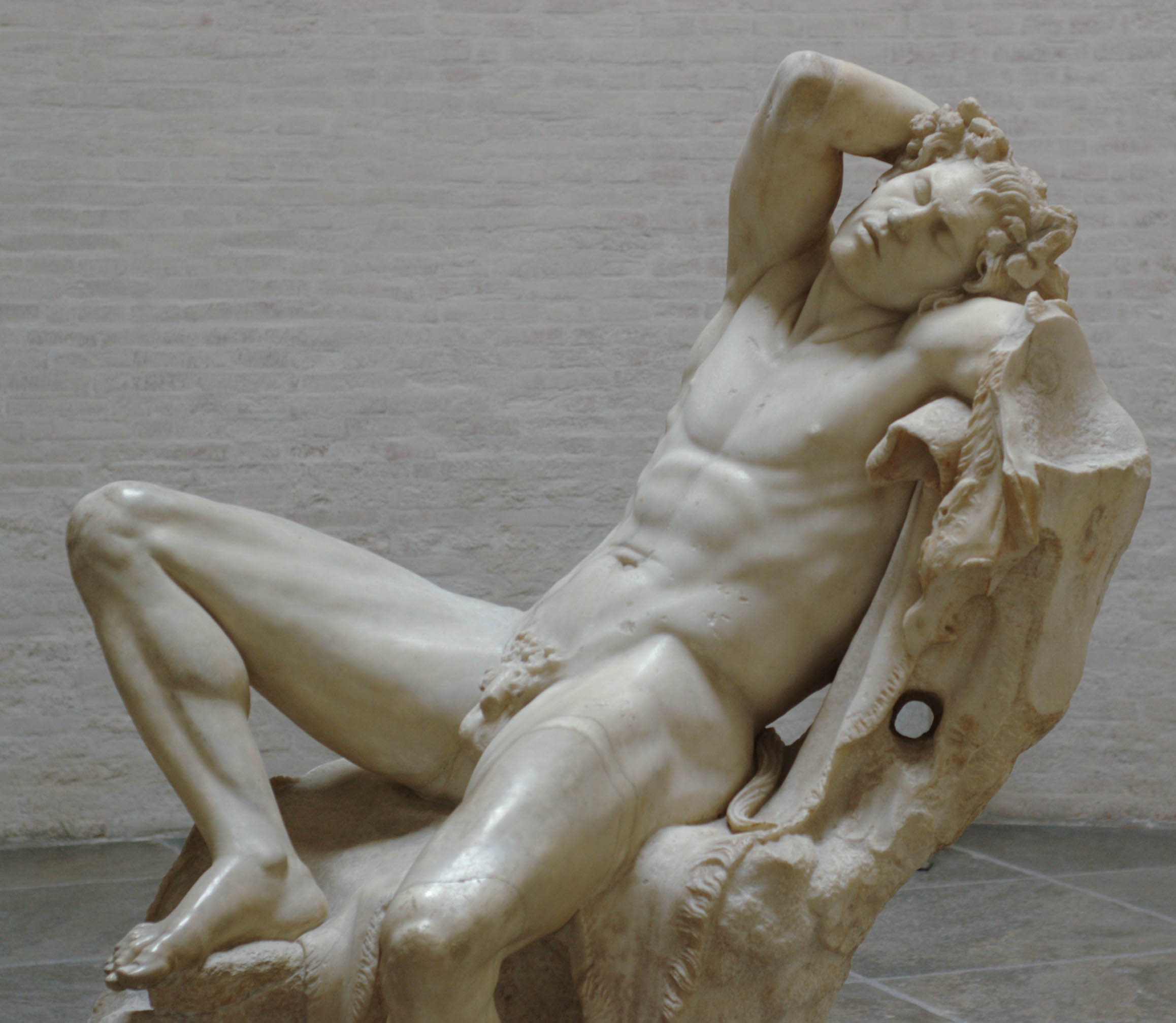
O Fauno Barberini, na Gliptoteca de Munique
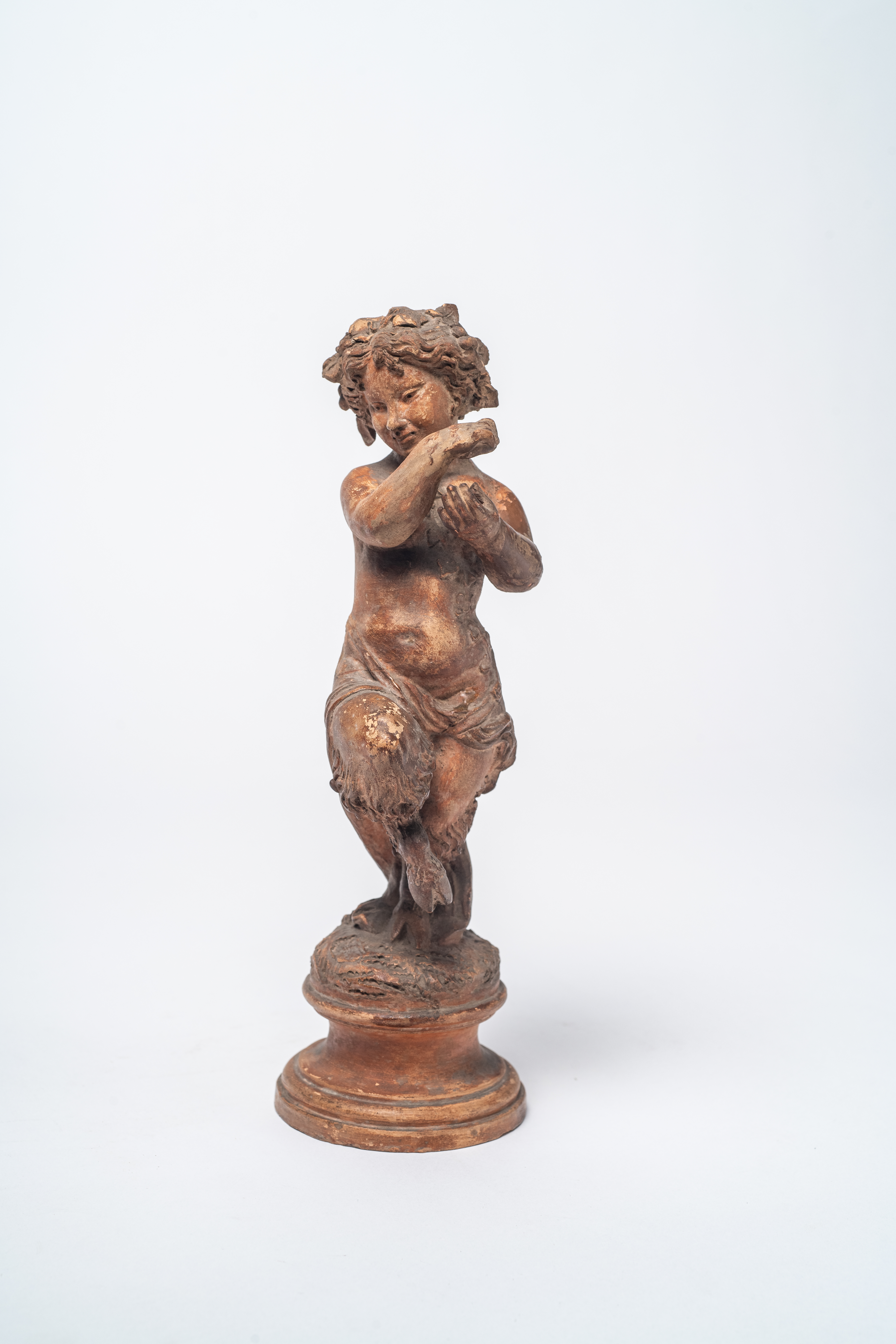
Fauno. Casa Museu Eva Klabin.
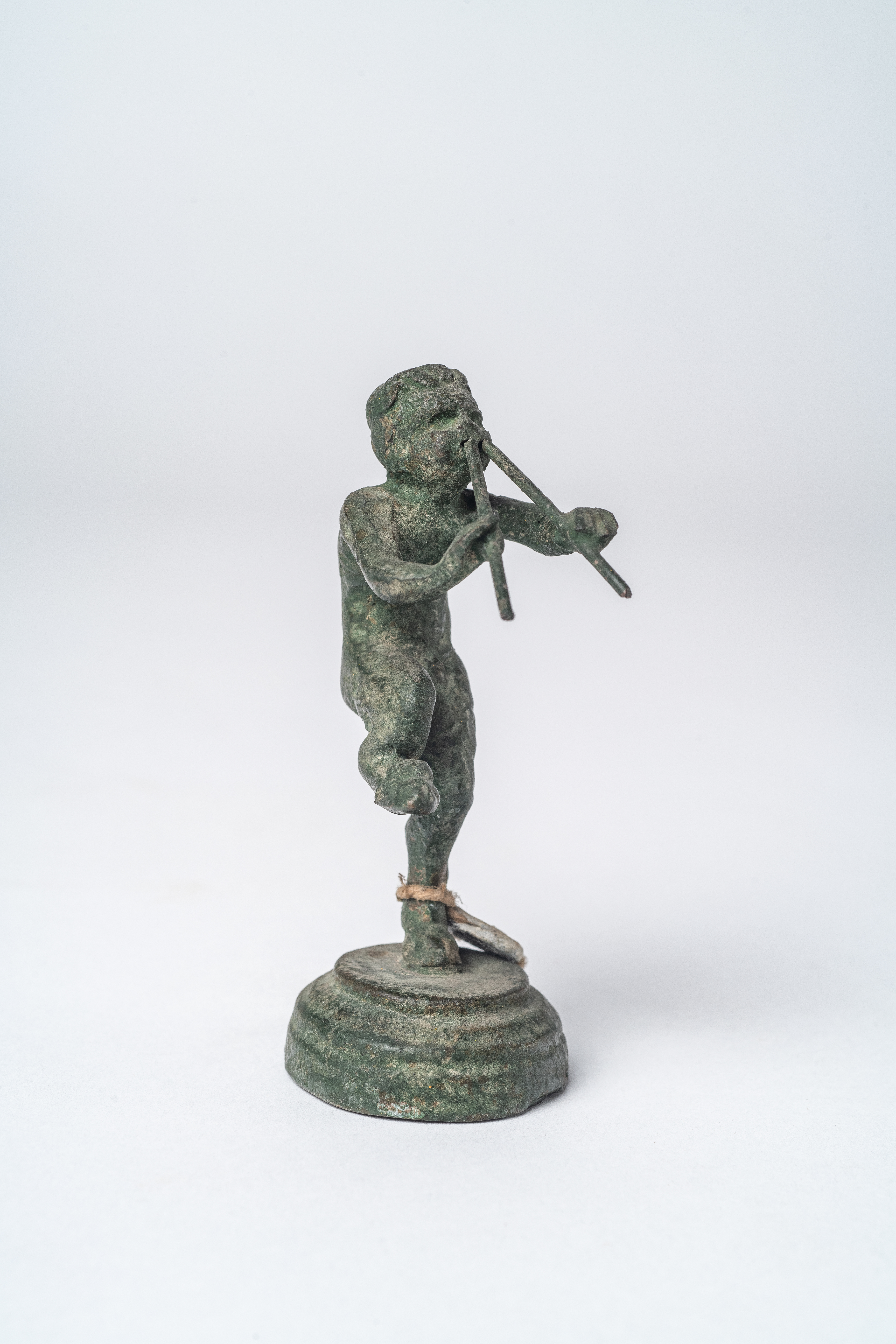
Fauno. Casa Museu Eva Klabin.

### Literatura clássica
Dedicou Horácio a Fauno uma de suas odes,  embora em três outras refira-se ao deus romano ou aos seus descendentes.
Na ode a Sextius (Ode IV), ele diz:
“Agora está também ajustando para sacrificar a Fauno, nos arvoredos sombrios/ se ele exige um cordeiro, ou se será mais agraciado com uma criança”.
No canto a Tyndaris, nova evocação ao deus protetor dos campos (Ode XVII):
“O esperto Fauno muda-se frequentemente  do monte Lycaean para o prazeroso Lucretilis, e sempre defende as minhas cabras do verão ardente, e dos ventos chuvosos.”
Na ode a Mecenas, Horácio narra como teria sido salvo da morte por Fauno (Ode XVIII):
“E a mim o tronco duma árvore, caindo sobre meu crânio, teria me despachado, não tivesse Fauno, o protetor dos homens de gênio, com sua mão direita repelido o golpe. Seja tu diligente em pagar as vítimas e os votos do templo; Eu sacrificarei um humilde cordeiro.”
E, finalmente, a Ode XVIII é dedicada a Fauno, como “Um Hino”.
“Oh, Fauno, tu, amante das ninfas voadoras, cruza clemente minhas cercas e campos ensolarados, e parte propício para a jovem descendência dos meus rebanhos; se uma tenra criança cai (uma vítima) para ti ao fim do ano, e bastante vinho não quiserem no cálice, o companheiro de Vênus, e o antigo altar exalar a fumaça com seu liberal perfume. Todo o gado diverte-se no plano gramado, quando as nonas de dezembro voltarem a ti; a vila que mantém o feriado desfruta do lazer nos campos, junto aos bois também livres da labuta. O lobo vagueia entre as ovelhas sem medo; as árvores abrem as portas das matas para ti, e o trabalhador se regozija por haver conquistado o abominável solo, numa dança tripla.”
Ovídio retratou fauno com chifres e coroado por folhas de pinheiro, e Virgílio ressaltou seus dons oraculares, isto talvez em razão da etimologia de seu nome em grego - φωνειν, pelo latino Fari que seria um suposto derivativo, significando "falar".

### Literatura moderna

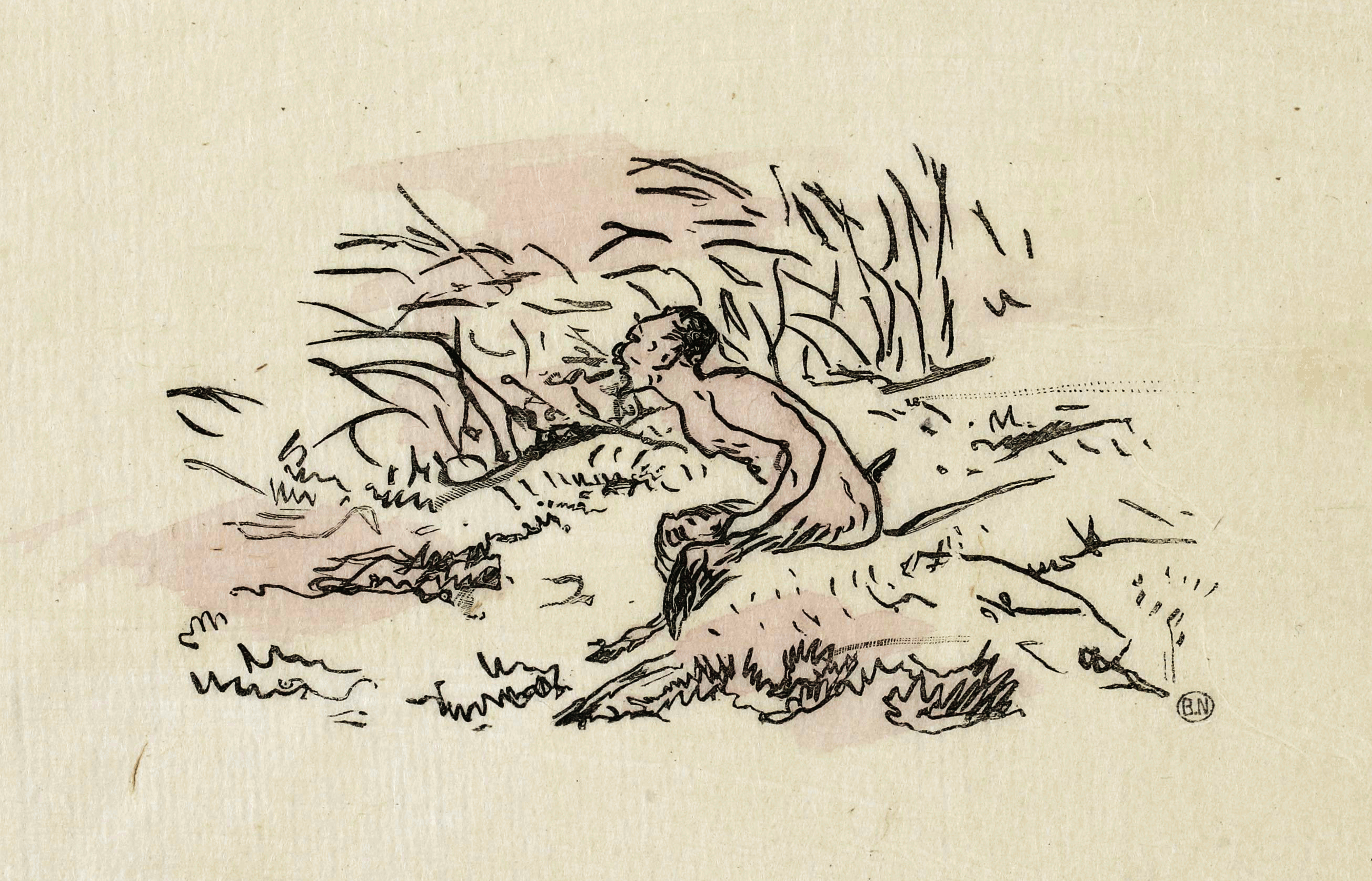
Desenho de Manet para o célebre poema de Stéphane Mallarmé

Diversas obras evocam a figura do fauno na literatura, ora em sua imagem como sátiro, ora sinalizando para a versão romana (em detrimento da puramente grega daquele) do mito. Alguns exemplos:
- John Milton evocava os faunos, ao descrever a morada de Eva:

"Em mais sombreado e protegido abrigo
Pã ou Silvano não dormiram, e as ninfas
E os faunos outro igual não visitaram.
- Nathaniel Hawthorne publicou, em 1860, The Marble Faun ("O Fauno de Mármore"), romance ambientado em Itália, onde vivera algum tempo. O enredo mescla roteiro de viagem, fábula e elementos góticos.[21]
- O poema A Tarde de um Fauno, de Stéphane Mallarmé, publicado em 1876 foi um marco na literatura francesa, como expoente do simbolismo e cujo refinamento lírico fez com que Paul Valéry considerasse-o como o maior poema da literatura da França.[22] Na obra o autor retrata um fauno a relembrar as aventuras sensuais que tivera pela manhã, junto a ninfas. Mallarmé, entretanto, chegou a experimentar a recusa de editores em publicar estes versos.[23]

”Que à exaltação dos teus sentidos atribuis?
Fauno, a ilusão se escapa dos olhos azuis
E frios, como fonte em prantos, da mais casta
Toda suspiros, a outra, achas que ela contrasta
Qual brisa matinal quente no teu tosão?
Mas não! no lasso espasmo e na sufocação
Do calor, que a manhã combate, não murmura
Água se não a verte a minha flauta pura”
- De 1907 é a obra "O Último Fauno", novela do autor português, João Grave.[25]
- O soneto De um Fauno,[26] do simbolista brasileiro Emiliano Perneta, realça a sensualidade da personagem, em cuja posição se coloca:[27]

A dama foge, não deseja que eu avance...
Meu desejo, porém, é um gamo. De relance,
Vendo-a, corre a querer sugar-lhe o claro mel...
Perneta e ainda outros autores que marcaram o início do movimento simbolista no Brasil como Cruz e Sousa e Oscar Rosas, formou parte de um grupo que tinha por centro o jornal Folha Popular, no Rio de Janeiro, tomaram por insígnia justamente a figura de um fauno.
- Em As Crônicas de Nárnia, de C. S. Lewis, o segundo livro (em ordem cronológica do enredo, mas o primeiro da série a ser publicado) intitulado O Leão, A Feiticeira e o Guarda-Roupa traz o mundo feérico que algumas crianças inglesas descobrem por acaso, o primeiro ser encontrado é um fauno chamado Sr. Tumnus. Outro fauno é identificado, no sexto livro – A Cadeira de Prata, chamado Urnus, que é um serviçal do anão Trumpkin, feito regente do reino de Nárnia. Nesta obra Lewis especifica que, dentre os habitantes de Nárnia, havia sátiros e faunos.[29]

### Balé e música clássica

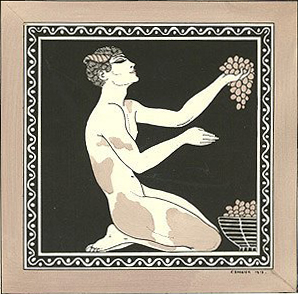
Nijinsky como Fauno, dançando o balé L'après-midi d'un faune. Ilustração de Barbier

O poema de Mallarmé inspirou Debussy a compor o seu Prélude à l'après-midi d'un faune, que estreou em 1894. Nela o fauno apresenta sua flauta, e o compositor inaugurava, assim, a música moderna.
Com estreia em 29 de maio de 1912, no Théâtre du Châtelet, em Paris a música de Debussy foi coreografada pelo bailarino Vaslav Nijinski, mantendo o mesmo título original da obra, "L'après-midi d'un faune".
Tão impressionante fora a apresentação da versão de Nijinski que, em uma carta, o pintor Odilon Redon, amigo do poeta Mallarmé, assim se expressou:
’’Muitas vezes, uma grande alegria é acompanhada de uma grande dor; ao prazer que ontem me foi oferecido, eu acrescento a pena de não ter visto ontem, conosco, o meu ilustre amigo Stéphane Mallarmé. Melhor do que qualquer outro teria apreciado a admirável evocação do seu espírito. Não creio que no campo da arte irreal se possa dar com mais requinte uma das características de sua arte”

### Cinema
De 1926 é a película lusa O Fauno das Montanhas, de Manuel Luís Vieira. O filme, que tem por tema uma moça que sente-se perseguida por um fauno, enquanto acompanha o pai numa expedição naturalista à Ilha da Madeira, estreou a 11 de maio de 1927
Na versão cinematográfica da primeira obra de C. S. Lewis, The Chronicles of Narnia: The Lion, the Witch and the Wardrobe, o fauno Sr. Tumnus é interpretado pelo ator escocês James McAvoy
Já o filme de Guillermo del Toro, El laberinto del fauno de 2006, traz o fauno no título, e o ser que se apresenta tem formas um tanto distintas da idealizada no mito romano: é em parte bode, parte humano e parte árvore. O fauno surge a uma garota, fazendo-lhe revelações, que a permitem fugir à dura realidade da Revolução espanhola.